# Grand Mixer DXT
Derek Showard, mieux connu sous le nom de scène Grand Mixer DXT, est un disc jokey américain, l'un des premiers à utiliser des platines comme instrument de musique dans les années 1980. Il est également réputé pour avoir aidé à populariser le DJing grâce à son scratch sur le single Rockit d'Herbie Hancock en 1983.

## Histoire
Au début de sa carrière, il est connu sous le nom de Grand Mixer D.ST, en référence à la Delancey Street dans le Lower East Side de Manhattan, à New York. Il est repéré pour sa précision en tant que DJ ainsi que pour son sens du spectacle lors des soirées. Afrika Bambaataa l'invite à animer des fêtes à ses côtés.
Largement reconnu comme un pionnier, Grand Mixer DXT est crédité comme étant le premier représentant du turntablism. Il est le premier à établir la platine comme un instrument de musique de performance et d'improvisation à part entière. Sa technique de modification de la hauteur de la note ou du son sur le disque est particulièrement importante.
Le groupe original de D.ST s'appelle The Infinity Four MC, composé de Kingpin Shahiem, Mike Nice, Baron et la rappeuse Kimba. 
En 1982, alors qu'il travaille avec les Infinity Rappers, il fait partie du New York City Rap Tour, la première tournée hip-hop en Europe avec Afrika Bambaataa, Rammellzee, Fab 5 Freddy, Rock Steady Crew, les Double Dutch Girls et les graffeurs Phase 2, Futura 2000 et Dondi.
Grand Mixer DXT apparait dans une scène de l'influent film hip-hop de 1983 Wild Style, avec Rammellzee et Shock Dell. La même année, il scratche sur le single Rockit d'Herbie Hancock, extrait de l' album Future Shock produit par Bill Laswell et Material, qui fait le lien entre le jazz, le hip-hop et l'electro,.
Grand Mixer DXT sort les disques Crazy Cuts, DST Cuts It Up, Megamix 1 & 2, Home Of Hip Hop, Mean Machine, Rock The House In Japan. Bien que n'ayant jamais enregistré d'album, il continue de produire des groupes de hip-hop actuels, notamment King T.
DXT est présenté en bonne place dans le documentaire Scratch en 2001.

## Discographie
Avec Herbie Hancock
- Future Shock (Columbia, 1983)
- Sound System (Columbia, 1984)
- Perfect Machine (Columbia, 1988)

Avec Ginger Baker
- Horses & Trees (Celluloïd, 1986)

Avec Sly and Robbie
- Rhythm Killers (Island, 1987)

Avec King Tee
- IV Life (MCA, 1994)

Avec Jah Wobble
- Heaven and Earth (Island , 1995)

Avec Bill Laswell
- Akasha (Subharmonic, 1995)
- Jazzonia (Douglas, 1998)
- Aftermathematics (Subharmonic, 2003)

Avec Praxis
- Profanation (Preparation for a Coming Darkness) (NAGUAL, 2008)